# Rivière Eaton Nord
Pour les articles homonymes, voir Eaton.
La rivière Eaton Nord est un tributaire de la rivière Eaton, laquelle se déverse dans la rivière Saint-François qui à son tour se déverse sur la rive sud du fleuve Saint-Laurent. La rivière Eaton Nord coule dans les municipalités de La Patrie, Newport et de Cookshire-Eaton, dans la municipalité régionale de comté (MRC) Le Haut-Saint-François, dans la région administrative de l'Estrie, au Québec, au Canada.

## Géographie
Les bassins versants voisins de la rivière Eaton Nord sont :
- côté nord : rivière Newport, ruisseau des Pope, rivière Saint-François, ruisseau Ditton Ouest ;
- côté est : rivière Ditton, rivière au Saumon ;
- côté sud : ruisseau Lyon, rivière Eaton, rivière du Sud ;
- côté ouest : rivière Eaton.

La rivière Eaton Nord prend sa source dans la municipalité de La Patrie, sur le versant sud du mont West Ditton (sommet à 542 m). Cette source est située au sud-ouest du village La Patrie, au sud du hameau West Ditton, à l'ouest de la rivière au Saumon.
À partir de sa source, la "rivière Eaton Nord" coule généralement vers le nord-ouest sur 37,5 km selon les segments suivants :
- 4,1 km vers le sud-est dans le canton de Eaton ;
- 8,3 km vers l'ouest, jusqu'à la confluence de la "rivière du Sud" (venant du sud), situé dans le canton de Newport ;
- 1,8 km vers le nord-ouest, jusqu'à la confluence du ruisseau Ditton Ouest (venant du nord) ;
- 3,0 km vers l'ouest, jusqu'à la confluence du ruisseau au Pin (venant du nord) ;
- 6,4 km vers l'ouest, jusqu'à un pont routier, situé au nord du hameau New Mexico ;
- 3,0 km vers le nord-ouest, jusqu'à la confluence du ruisseau Island (venant du nord) ;
- 5,5 km vers l'ouest, jusqu'à un pont routier ;
- 5,4 km vers le nord-ouest, jusqu'à son embouchure.

La rivière Eaton Nord se déverse sur la rive est de la rivière Eaton à 1,2 km en aval du pont de Lakes Mill et à 1,4 km en amont du pont de la route 212.

## Toponymie
Le toponyme rivière Eaton Nord a été officialisé le 5 décembre 1968 à la Commission de toponymie du Québec.